# Tomohiko Ikoma
Tomohiko Ikoma (japonsko 生駒 友彦), japonski nogometaš in trener, 25. avgust 1932, Hjogo, Japonska, † 27. april 2009.
Za japonsko reprezentanco je odigral 5 uradnih tekem.